# Mayfair Games
Mayfair Games è stata una casa editrice di giochi da tavolo e di ruolo statunitense. Inoltre licenzia giochi in stile tedesco e li pubblica in Regno Unito; tra questi il più famoso è la serie I coloni di Catan della Kosmos. Ha annunciato la cessazione di tutte le sue operazioni il 9 febbraio 2018 dopo aver ceduto tutte le sue rimanenti proprietà al Gruppo Asmodée.

## Storia
Darwin Bromley fondò nel 1981 la Mayfair Games a Chicago in Illinois per pubblicare il gioco da tavolo Empire Builder da lui progettato con Bill Fawcett. In Empire Builder  i giocatori si alternano a disegnare i percorsi delle ferrovie su una mappa degli Stati Uniti d'America usando dei pastelli a cera. Il gioco ebbe un discreto successo e furono pubblicati supplementi con mappe di altre nazioni e nuove edizioni fino agli anni 2010.
Lo stesso anno pubblicò anche il wargame War in the Falklands subito dopo il termine della guerra, portando la stampa britannica ad accusarla la Mayfair di "orrendo" sfruttamento.
Bill Fawcett, che aveva iniziato a giocare a Dungeons & Dragons nella campagna originale di Blackmoor con Dave Arneson spinse per entrare nel mercato dei giochi di ruolo e nel 1982, la Mayfair iniziò la pubblicazione di Role Aids, una linea di supplementi generici per il gioco di ruolo.. I primi numeri furono avventure per AD&D — Beastmaker Mountain (1982), Nanorien Stones (1982) e Fez I (1982) —, che erano state usate alla CWAcon, una convention tenuta a Chigago da un'associazione di gioco di cui faceva parte anche Bromley.
Nel 1993 la TSR citò in giudizio la Mayfair sostenendo che il pubblicizzare la linea di supplementi "Role Aids"  come compatibile con AD&D, violasse il loro copyright. Sebbene la corte ritenne che alcuni prodotti della linea violassero effettivamente il trademark della TSR, la linea nel suo complesso non lo violasse, e la Mayfair continuò a pubblicarrla finché la TSR non ne acquistò i diritti.
In 1996 la Mayfair Games divenne l'editore statunitense de I coloni di Catan. La compagnia chiuse per motivi finanziari nel 1997, ma fu salvata dalla Iron Crown Enterprises (ICE), che acquistò la maggior parte dei suoi beni e fece ripartire le operazioni come Ironwind, Inc., che però continuò ad operare pubblicamente con il marchio Mayfair Games.
Nel 2003, Mayfair ha iniziato a pubblicare giochi della daVinci Games, ad iniziare dal gioco di carte Bang!. Nel 2005 Mayfair ha iniziato anche a distribuire tutti i giochi pubblicati dalla Phalanx Games.
Nel 2007 Pete Fenlon divenne l'amministratore delegato della Mayfair Games per gestire una grossa riorganizzazione che la portasse a rifocalizzarsi sui marchi principali tra cui principalmente la famiglia di giochi legati a I coloni di Catan. Nel 2013 la Mayfair riportò di aver venduto più di 750.000 prodotti legati a Catan. Nel gennaio 2016 la Mayfair trasferì tutti i diritti editoriali, commerciali e di marchio per tutti i prodotti in lingua inglese legati a Catan al Catan Studio, una nuova sussidiaria del Gruppo Asmodée. Pete Fenlon lasciò la Mayfair Games per diventare l'amministratore della nuova compagnia.
Il 9 febbraio 2018 la Mayfair annunciò di aver ceduto tutti i suoi beni al Gruppo Asmodée e che avrebbe cessato tutte le operazioni. Alla chiusura l'amministratore delegato della compagnia era Larry Roznai, che era entrato in essa nel 1999 come membro del consiglio di amministrazione, presidente e direttore operativo.